# Ilja Sergejewitsch Darewski

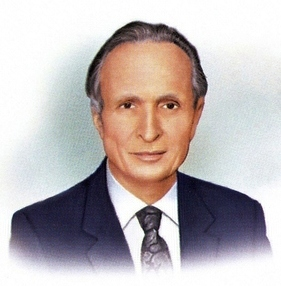
Ilja Sergejewitsch Darewski auf einer russischen Postkarte

Ilja Sergejewitsch Darewski (russisch: Илья Сергеевич Даревский; wissenschaftliche Transkription: Ilʹi︠a︡ Sergeevich Darevskiĭ; englische Transkription: Ilya Sergeyevich Darevsky; * 18. Dezember 1924 in Kiew; † 8. August 2009 in Sankt Petersburg) war ein sowjetischer bzw. russischer Evolutionsbiologe und Herpetologe.

## Leben
Darewski war der Sohn eines russischen Vaters und einer ukrainischen Mutter. Er verbrachte seine Kindheit in Rokytne, wo sein Vater in einer Brennerei arbeitete. In den frühen 1930er Jahren zog die Familie nach Kiew, wo sein Vater 1934 starb. Als Schüler korrespondierte Darewski in Fragen der Herpetologie mit dem Leiter der Abteilung für Herpetologie des Zoologischen Instituts in Leningrad, Sergei Alexandrowitsch Tschernow. 1941 beendete er die Schule nach der 9. Klasse.
Zu Beginn des Krieges wurde Darewski zum militärischen Signalmann ausgebildet. 1942 wurde er Mitglied des Komsomol. Im Dezember 1942 wurde er vom Militärregistrierungs- und Einstellungsbüro der Stadt Barnaul in die Armee eingezogen. Im Winter 1943 nahm er an der Smolensker Operation teil. Im Krieg wurde er zweimal verwundet. Darewski absolvierte den Zweiten Weltkrieg als Kommandeur des Kommunikationszuges im Rang eines Leutnants. Nach dem Krieg arbeitete er im Moskauer Zoo. Von 1948 bis 1953 studierte er Zoologie an der Abteilung für Wirbeltier-Zoologie der Fakultät für Biologie und Bodenkunde der Lomonossow-Universität Moskau.
Anschließend ging er nach Armenien, wo er Mitarbeiter des Zoologischen Instituts der Akademie der Wissenschaften Armeniens und Kandidat der Wissenschaften wurde. 1958 verteidigte er seine Dissertation zum Thema Die Fauna der Reptilien in Armenien und ihre zoogeografische Analyse. Er blieb als Nachwuchsforscher am Institut für Zoologie der Akademie der Wissenschaften in Jerewan, war deren wissenschaftlicher Sekretär und leitete den Sektor. 1962 bestand Tschernow darauf, dass Darewski sein Nachfolger als Leiter des Labors für Ornithologie und Herpetologie am Zoologischen Instituts in Leningrad wird. Diesen Posten hatte er von 1962 bis 1994 inne. Von 1962 bis 1976 war er leitender Forscher am Zoologischen Institut der Akademie der Wissenschaften der UdSSR. 1995 wurde er leitender Forscher am Zoologischen Institut der Russischen Akademie der Wissenschaften in St. Petersburg.
1967 erhielt er zweiten Doktortitel in den Biowissenschaften mit einer Dissertation über die Echsen des Kaukasus. 1978 wurde er zum Professor ernannt. 1987 wurde er korrespondierendes Mitglied der Akademie der Wissenschaften der UdSSR in der Abteilung für Allgemeine Biologie. 1996 ging er in den Ruhestand.
Darewski war viele Jahre Dozent an der Universität Leningrad (heute Staatliche Universität Sankt Petersburg) und der Staatlichen Universität Jerewan. Er entwickelte das Zoologische Institut in Leningrad zu einem Hauptstudienzentrum für russische Herpetologen und leitete die Doktorarbeiten von zahlreichen Studenten. Gleichzeitig förderte er die Herpetologie in seinem Land, indem er mehrere länderübergreifende herpetologische Konferenzen veranstaltete und die Tagungsbände herausgab. 1994 gehörte er zu Gründungsmitgliedern des Russian Journal of Herpetology (RJH). 1989 war er einer der Organisatoren des ersten World Congress of Herpetology, der in Großbritannien standfand. Darewski führte regelmäßig Exkursionen in vielen Teil der Sowjetunion durch, insbesondere im Kaukasus. 1962 leitete er eine Expedition auf die Kleinen Sundainseln, wo er auf Komodo und den umgebenden Inseln sammelte. 1974 arbeitete er im Iran. Ab 1982 besuchte er zum ersten Mal Vietnam, wo er u. a. mit Nikolai Ljuzianowitsch Orlow und Van Sang Nguyen zusammenarbeitete. Bis 1995 betrieb Darewski nahezu jährlich Feldarbeit in Vietnam, wobei er viele neue Arten entdeckte, die sich per Parthenogenese fortpflanzen.
Darewskis Bibliographie umfasst 466 Publikationen.

## Ehrungen und Dedikationsnamen
1986 wurde Darevskis Kreuzotter (Vipera darevskii) nach Darewski benannt. 1997 benannte Oscar Arribas die Gattung der Kaukasischen Felseidechsen (Darevskia) zu Ehren von Darewski. 1987 erhielt er den Metschnikow-Preis der Sowjetischen Akademie der Wissenschaften und im selben Jahr wurde er als korrespondierendes Mitglied in die Akademie aufgenommen.